# Leonor de Castilla (1191-1244)
Leonor de Castilla (c. 1191-1244) fue una infanta de Castilla por ser hija del rey Alfonso VIII y la reina Leonor Plantagenet así como reina consorte de Aragón por su matrimonio con el rey Jaime I de Aragón.

## Orígenes familiares
Hija de Alfonso VIII de Castilla y de su esposa, la reina Leonor de Plantagenet, los abuelos paternos de Leonor fueron los reyes Sancho III de Castilla y su esposa Blanca Garcés de Pamplona, y los maternos el rey Enrique II de Inglaterra y Leonor de Aquitania. Tuvo varios hermanos, entre ellos, el rey Enrique I de Castilla y la reina Berenguela.

## Biografía
Sus padres, el rey Alfonso VIII y la reina Leonor de Plantagenet fallecieron en 1214. Leonor permaneció en Castilla hasta la muerte de su hermano Enrique I en 1217.  Por consejo de su hermana la reina Berenguela de Castilla, contrajo matrimonio el 6 de febrero de 1221 con el rey aragonés Jaime I el Conquistador, en el municipio soriano de Ágreda. 
En esas fechas, el rey Jaime I tenía tan solo 13 años de edad. Recibió de su esposo en dote varias propiedades, incluyendo las localidades de Daroca, Épila, Uncastillo, Barbastro, y tras la celebración de los esponsales regios se dirigieron a la ciudad aragonesa de Tarazona, en la actual provincia de Zaragoza, donde Jaime I el Conquistador fue armado caballero en la catedral de Santa María de la Vega de Tarazona.
El matrimonio fue anulado por el Papa Gregorio IX en 1229 a petición de su esposo, que alegó impedimento de parentesco. En 1234, en una entrevista mantenida en el monasterio de Santa María de Huerta, que la reina Leonor había fundado en 1233, en la frontera entre los reinos de Castilla y Aragón, entre Fernando III el Santo, sobrino de la reina Leonor, y el rey Jaime I, se acordó que la reina Leonor, mientras no se desposase de nuevo, recibiría la villa y castillo de Ariza y que mantendría todas las tenencias y usufructo que le correspondían como dote que había recibido en el reino de Aragón. El rey aragonés también se comprometía a no separarla de su hijo, el infante Alfonso, que se hallaba junto a ella.
Tras la anulación de su matrimonio con el rey de Aragón, la reina Leonor se retiró al reino de Castilla, donde falleció en el Monasterio de las Huelgas de Burgos en 1244.

## Sepultura

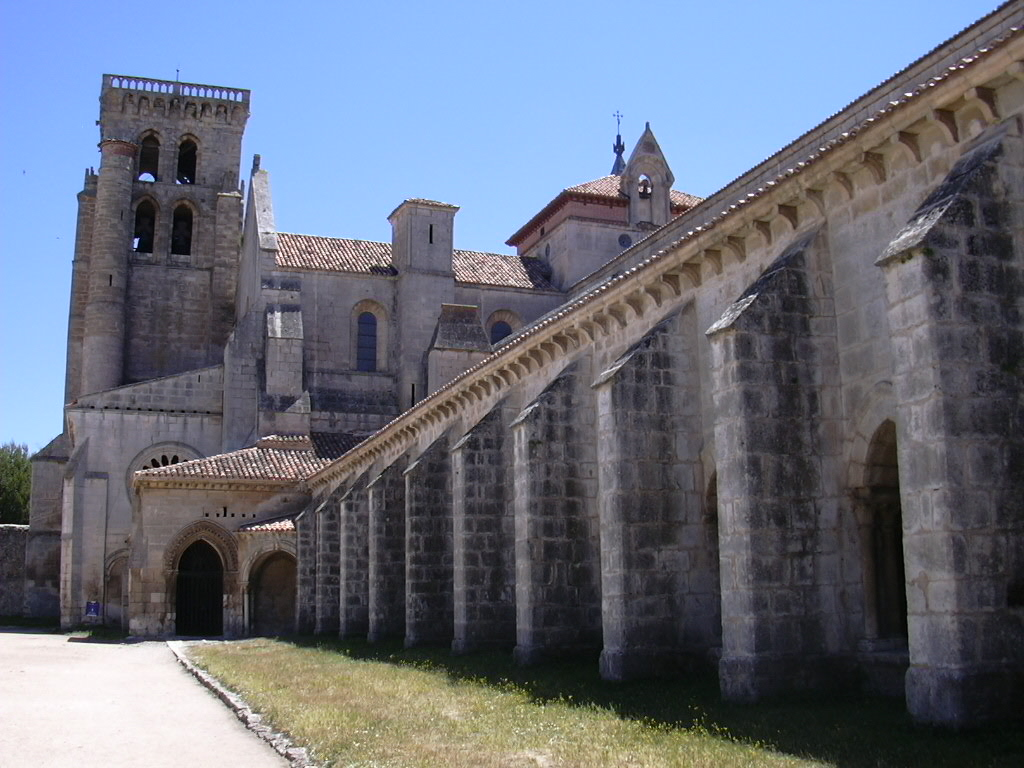
Monasterio de las Huelgas de Burgos.

Después de su defunción, el cadáver de la reina Leonor de Castilla recibió sepultura en el Monasterio de las Huelgas de Burgos. Sus restos mortales fueron depositados en un sepulcro que en la actualidad se encuentra colocado en la Nave de Santa Catalina o del Evangelio, y se halla situado entre los que contienen los restos del infante Felipe de Castilla, hijo de Sancho IV de Castilla y de la reina María de Molina, que se encuentra colocado a su derecha, y el que contiene los restos del infante Pedro de Castilla, hermano del anterior, que falleció el 25 de junio de 1319 en el Desastre de la Vega de Granada.
Durante la exploración del Monasterio de las Huelgas llevada a cabo a mediados del siglo XX se comprobó que los restos mortales de la reina Leonor, momificados y en buen estado de conservación, yacían en su sepulcro de piedra caliza con cubierta a dos vertientes y liso, aunque en el pasado estuvo policromado.
El ataúd en el que se hallaban sus restos, cuya momia medía 1,60 metros de estaura y se hallaba con las manos cruzadas sobre el pecho, era de madera y carecía de tapa, aunque quedaban restos de su forro exterior y de una cruz lisada realizada con galón de oro claveteado, así como de la indumentaria con la que fue inhumada la reina, entre las que destacaban tres prendas de brocado árabe, son similares a las que se hallaron en el sepulcro del infante Felipe de Castilla, hijo de Fernando III el Santo, que fue sepultado en la iglesia de Santa María la Blanca de Villalcázar de Sirga.

## Matrimonio y descendencia
De su matrimonio nació solamente un hijo, Alfonso de Aragón (1222-1260), el hijo primogénito de Jaime I el Conquistador y su heredero que premurió a su padre.